# Georgeta Beca
Georgeta Beca (ur. w 1966) – rumuńska florecistka, srebrna medalistka mistrzostw świata. 
Podczas mistrzostw świata w Lozannie w 1987 roku Rumunki w składzie: Elisabetta Tufan, Zsofia Lazăr-Szabo, Claudia Grigorescu, Georgeta Beca i Rozalia Husti zdobyły srebrny medal w turnieju drużynowym. Był to jedyny medal wywalczony przez Becę w zawodach tego cyklu.
Nigdy nie wzięła udziału w igrzyskach olimpijskich.